# Rhododendron dayaoshanense
Rhododendron dayaoshanense är en ljungväxtart som beskrevs av L. M. Gao och D. Z. Li. Rhododendron dayaoshanense ingår i släktet rododendron, och familjen ljungväxter. Inga underarter finns listade i Catalogue of Life.